# Playoffs NBA 1966
Los Playoffs de la NBA de 1966 fueron el torneo final de la temporada 1965-66 de la NBA. Concluyeron con la victoria de Boston Celtics, campeón de la Conferencia Este, sobre Los Angeles Lakers, campeón de la Conferencia Oeste, por 4-3.
Los Celtics ganaban así su octavo título consecutivo de la NBA, y noveno en su cuenta total, derrotando a los Lakers en las finales por quinta vez.
Estos serían los últimos playoffs en los que los equipos mejor clasificados pasaban directamente sin tener que jugar la primera ronda, formato establecido en 1955. El siguiente año se disputaría como unos octavos de final normales, en las que todos los equipos jugarían los mismos partidos.

## Tabla
|  | Semifinales de División | Semifinales de División | Semifinales de División |   |  | Finales de División | Finales de División | Finales de División |  |  | Finales de la NBA | Finales de la NBA | Finales de la NBA |
|  |                         |                         |                         |   |  |                     |                     |                     |  |  |                   |                   |                   |
|  | E3                      | Cincinnati              | 2                       |   |  | E1                  | Philadelphia        | 1                   |  |  |                   |                   |                   |
|  | E3                      | Cincinnati              | 2                       |   |  | E1                  | Philadelphia        | 1                   |  |  |                   |                   |                   |
|  | E2                      | Boston                  | 3                       |   |  | E2                  | Boston              | 4                   |  |  |                   |                   |                   |
|  | E2                      | Boston                  | 3                       |   |  | E2                  | Boston              | 4                   |  |  |                   |                   |                   |
|  |                         |                         |                         |   |  | División Este       |                     |                     |  |  |                   |                   |                   |
|  |                         |                         |                         |   |  |                     |                     |                     |  |  |                   |                   |                   |
|  |                         |                         |                         |   |  |                     |                     |                     |  |  | E2                | Boston            | 4                 |
|  |                         |                         |                         |   |  |                     |                     |                     |  |  | E2                | Boston            | 4                 |
|  |                         | O1                      | Los Angeles             | 3 |  |                     |                     |                     |  |  |                   |                   |                   |
|  |                         |                         |                         |   |  |                     |                     |                     |  |  |                   |                   |                   |
|  |                         |                         |                         |   |  |                     |                     |                     |  |  |                   |                   |                   |
|  |                         |                         |                         |   |  |                     |                     |                     |  |  |                   |                   |                   |
|  | O3                      | St. Louis               | 3                       |   |  | O1                  | Los Angeles         | 4                   |  |  |                   |                   |                   |
|  | O3                      | St. Louis               | 3                       |   |  | O1                  | Los Angeles         | 4                   |  |  |                   |                   |                   |
|  | O2                      | Baltimore               | 0                       |   |  | O3                  | St. Louis           | 3                   |  |  |                   |                   |                   |
|  | O2                      | Baltimore               | 0                       |   |  | O3                  | St. Louis           | 3                   |  |  |                   |                   |                   |
|  |                         |                         |                         |   |  | División Oeste      |                     |                     |  |  |                   |                   |                   |
|  |                         |                         |                         |   |  |                     |                     |                     |  |  |                   |                   |                   |

## Semifinales de División

### Semifinales División Este

#### (2) Boston Celtics vs. (3) Cincinnati Royals
| 23 de marzo                       | Cincinnati Royals                                                          | 107–103              | Boston Celtics                                                            |                                                                              |  |  |
|                                   | Parciales: 24–17, 29–31, 26–19, 28–36                                      |                      |                                                                           |                                                                              |  |  |
|                                   | Estadísticas Smith, Robertson 26 cada uno Jerry Lucas 27 Oscar Robertson 3 | Reporte Pts Reb Asts | Estadísticas Bill Russell 22 Bill Russell 29 Russell, Havlicek 4 cada uno | Pabellón: Boston Garden, Boston, Massachusetts Asistencia: 9510 espectadores |  |  |
| Cincinnati lidera las series, 1–0 |                                                                            |                      |                                                                           |                                                                              |  |  |
|                                   |                                                                            |                      |                                                                           |                                                                              |  |  |

| 26 de marzo           | Boston Celtics                                          | 132–125              | Cincinnati Royals                                                 |                                                                                |  |  |
|                       | Parciales: 35–42, 33–29, 25–28, 39–26                   |                      |                                                                   |                                                                                |  |  |
|                       | Estadísticas Sam Jones 42 Bill Russell 16 K. C. Jones 9 | Reporte Pts Reb Asts | Estadísticas Oscar Robertson 35 Jerry Lucas 24 Oscar Robertson 11 | Pabellón: Cincinnati Gardens, Cincinnati, Ohio Asistencia: 10 027 espectadores |  |  |
| Series empatadas, 1–1 |                                                         |                      |                                                                   |                                                                                |  |  |
|                       |                                                         |                      |                                                                   |                                                                                |  |  |

| 27 de marzo                       | Cincinnati Royals                                                       | 113–107              | Boston Celtics                                              |                                                                                |  |  |
|                                   | Parciales: 31–27, 26–29, 25–26, 31–25                                   |                      |                                                             |                                                                                |  |  |
|                                   | Estadísticas Robertson, Lucas 27 cada uno Jerry Lucas 16 Adrian Smith 6 | Reporte Pts Reb Asts | Estadísticas John Havlicek 36 Bill Russell 25 K. C. Jones 6 | Pabellón: Boston Garden, Boston, Massachusetts Asistencia: 13 571 espectadores |  |  |
| Cincinnati lidera las series, 2–1 |                                                                         |                      |                                                             |                                                                                |  |  |
|                                   |                                                                         |                      |                                                             |                                                                                |  |  |

| 30 de marzo           | Boston Celtics                                            | 120–103              | Cincinnati Royals                                                 |                                                                                |  |  |
|                       | Parciales: 31–27, 27–21, 29–24, 33–31                     |                      |                                                                   |                                                                                |  |  |
|                       | Estadísticas Sam Jones 32 Bill Russell 26 John Havlicek 8 | Reporte Pts Reb Asts | Estadísticas Oscar Robertson 34 Jerry Lucas 17 Oscar Robertson 11 | Pabellón: Cincinnati Gardens, Cincinnati, Ohio Asistencia: 12 107 espectadores |  |  |
| Series empatadas, 2–2 |                                                           |                      |                                                                   |                                                                                |  |  |
|                       |                                                           |                      |                                                                   |                                                                                |  |  |

| 1 de abril                  | Cincinnati Royals                                                | 103–112              | Boston Celtics                                            |                                                                                |  |  |
|                             | Parciales: 31–26, 25–35, 23–28, 24–23                            |                      |                                                           |                                                                                |  |  |
|                             | Estadísticas Oscar Robertson 37 Jerry Lucas 17 Oscar Robertson 9 | Reporte Pts Reb Asts | Estadísticas Sam Jones 34 Bill Russell 31 Bill Russell 11 | Pabellón: Boston Garden, Boston, Massachusetts Asistencia: 13 909 espectadores |  |  |
| Boston gana las series, 3–2 |                                                                  |                      |                                                           |                                                                                |  |  |
|                             |                                                                  |                      |                                                           |                                                                                |  |  |

Este fue el tercer encuentro de playoffs entre estos dos equipos, con los Celticsganando los dos primeros.
| 1963 | Boston Celtics | 4–3 | Cincinnati Royals |                                        |
|      |                |     |                   |                                        |
|      |                |     |                   | Pabellón: 1963 Eastern Division Finals |

| 1964 | Boston Celtics | 4–1 | Cincinnati Royals |                                        |
|      |                |     |                   |                                        |
|      |                |     |                   | Pabellón: 1964 Eastern Division Finals |

### Semifinales División Oeste

#### (2) Baltimore Bullets vs. (3) St. Louis Hawks
| 24 de marzo                      | St. Louis Hawks                                               | 113–111              | Baltimore Bullets                                               |                                                                                     |  |  |
|                                  | Parciales: 27–22, 31–31, 23–26, 32–32                         |                      |                                                                 |                                                                                     |  |  |
|                                  | Estadísticas Joe Caldwell 33 Bill Bridges 19 Richie Guerin 12 | Reporte Pts Reb Asts | Estadísticas Don Ohl 38 Green, Howell 11 cada uno Johnny Egan 9 | Pabellón: Baltimore Civic Center, Baltimore, Maryland Asistencia: 3587 espectadores |  |  |
| St. Louis lidera las series, 1–0 |                                                               |                      |                                                                 |                                                                                     |  |  |
|                                  |                                                               |                      |                                                                 |                                                                                     |  |  |

| 27 de marzo                      | St. Louis Hawks                                               | 105–100              | Baltimore Bullets                                     |                                                                                       |  |  |
|                                  | Parciales: 26–24, 19–32, 30–23, 30–21                         |                      |                                                       |                                                                                       |  |  |
|                                  | Estadísticas Richie Guerin 25 Bill Bridges 19 Richie Guerin 8 | Reporte Pts Reb Asts | Estadísticas Jim Barnes 27 Bob Ferry 17 Johnny Egan 8 | Pabellón: Baltimore Civic Center, Baltimore, Maryland Asistencia: 13 104 espectadores |  |  |
| St. Louis lidera las series, 2–0 |                                                               |                      |                                                       |                                                                                       |  |  |
|                                  |                                                               |                      |                                                       |                                                                                       |  |  |

| 30 de marzo                    | Baltimore Bullets                                      | 112–121              | St. Louis Hawks                                               |                                                                           |  |  |
|                                | Parciales: 29–28, 31–31, 20–34, 32–28                  |                      |                                                               |                                                                           |  |  |
|                                | Estadísticas Don Ohl 32 Bailey Howell 12 Johnny Egan 6 | Reporte Pts Reb Asts | Estadísticas Bill Bridges 32 Bill Bridges 20 Lenny Wilkens 10 | Pabellón: Kiel Auditorium, San Luis, Misuri Asistencia: 7135 espectadores |  |  |
| St. Louis gana las series, 3–0 |                                                        |                      |                                                               |                                                                           |  |  |
|                                |                                                        |                      |                                                               |                                                                           |  |  |

Este fue el tercer encuentro de playoffs entre estos dos equipos, con los Bullets ganando el primero.
| \| 1965 \| St. Louis Hawks \| 1–3 \| Baltimore Bullets \| \| \| \| \| \| \| \| \| \| \| \| \| Pabellón: 1965 Western Division Semifinals \| |                 |     |                   |                                            |
| 1965 | St. Louis Hawks | 1–3 | Baltimore Bullets |                                            |
| |                 |     |                   |                                            |
| |                 |     |                   | Pabellón: 1965 Western Division Semifinals |

## Finales de División

### Finales División Este

#### (1) Philadelphia 76ers vs. (2) Boston Celtics
| 3 de abril                    | Boston Celtics                                                      | 115–96               | Philadelphia 76ers                                                                    |                                                                                       |  |  |
|                               | Parciales: 27–24, 25–24, 30–22, 33–26                               |                      |                                                                                       |                                                                                       |  |  |
|                               | Estadísticas Sam Jones 29 Bill Russell 18 tres jugadores 4 cada uno | Reporte Pts Reb Asts | Estadísticas Wilt Chamberlain 25 Wilt Chamberlain 32 Chamberlain, W. Jones 5 cada uno | Pabellón: Municipal Auditorium, Filadelfia, Pensilvania Asistencia: 6563 espectadores |  |  |
| Boston lidera las series, 1–0 |                                                                     |                      |                                                                                       |                                                                                       |  |  |
|                               |                                                                     |                      |                                                                                       |                                                                                       |  |  |

| 6 de abril                    | Philadelphia 76ers                                                      | 93–114               | Boston Celtics                                           |                                                                                |  |  |
|                               | Parciales: 20–27, 24–31, 26–27, 23–29                                   |                      |                                                          |                                                                                |  |  |
|                               | Estadísticas Wilt Chamberlain 23 Wilt Chamberlain 25 Billy Cunningham 4 | Reporte Pts Reb Asts | Estadísticas Sam Jones 23 Bill Russell 29 K. C. Jones 11 | Pabellón: Boston Garden, Boston, Massachusetts Asistencia: 13 909 espectadores |  |  |
| Boston lidera las series, 2–0 |                                                                         |                      |                                                          |                                                                                |  |  |
|                               |                                                                         |                      |                                                          |                                                                                |  |  |

| 7 de abril                    | Boston Celtics                                            | 105–111              | Philadelphia 76ers                                               |                                                                                         |  |  |
|                               | Parciales: 22–31, 26–27, 31–27, 26–26                     |                      |                                                                  |                                                                                         |  |  |
|                               | Estadísticas John Havlicek 27 Bill Russell 23 Sam Jones 6 | Reporte Pts Reb Asts | Estadísticas Wilt Chamberlain 31 Wilt Chamberlain 27 Hal Greer 9 | Pabellón: Municipal Auditorium, Filadelfia, Pensilvania Asistencia: 10 454 espectadores |  |  |
| Boston lidera las series, 2–1 |                                                           |                      |                                                                  |                                                                                         |  |  |
|                               |                                                           |                      |                                                                  |                                                                                         |  |  |

| 10 de abril                   | Philadelphia 76ers                                        | 108–114              | Boston Celtics                                                             |                                                                                |  |  |
|                               | Parciales: 26–28, 28–21, 22–21, 24–30 (T.E.: 8–14)        |                      |                                                                            |                                                                                |  |  |
|                               | Estadísticas Hal Greer 25 Wilt Chamberlain 33 Hal Greer 4 | Reporte Pts Reb Asts | Estadísticas John Havlicek 27 Bill Russell 30 Russell, Havlicek 7 cada uno | Pabellón: Boston Garden, Boston, Massachusetts Asistencia: 13 909 espectadores |  |  |
| Boston lidera las series, 3–1 |                                                           |                      |                                                                            |                                                                                |  |  |
|                               |                                                           |                      |                                                                            |                                                                                |  |  |

| 12 de abril                 | Boston Celtics                                               | 120–112              | Philadelphia 76ers                                                 |                                                                                       |  |  |
|                             | Parciales: 32–25, 29–26, 20–21, 39–40                        |                      |                                                                    |                                                                                       |  |  |
|                             | Estadísticas John Havlicek 32 Bill Russell 31 Bill Russell 6 | Reporte Pts Reb Asts | Estadísticas Wilt Chamberlain 46 Wilt Chamberlain 34 Chet Walker 8 | Pabellón: Municipal Auditorium, Filadelfia, Pensilvania Asistencia: 8623 espectadores |  |  |
| Boston gana las series, 4–1 |                                                              |                      |                                                                    |                                                                                       |  |  |
|                             |                                                              |                      |                                                                    |                                                                                       |  |  |

Este fue el décimo encuentro de playoffs entre estos dos equipos, con los Celtics ganando los cinco de los nueve primeros.
| 1953 | Boston Celtics | 2–0 | Syracuse Nationals |                                            |
|      |                |     |                    |                                            |
|      |                |     |                    | Pabellón: 1953 Eastern Division Semifinals |

| 1954 | Boston Celtics | 0–2 | Syracuse Nationals |                                                        |
|      |                |     |                    |                                                        |
|      |                |     |                    | Pabellón: 1954 Eastern Division Round Robin Semifinals |

| 1954 | Boston Celtics | 0–2 | Syracuse Nationals |                                        |
|      |                |     |                    |                                        |
|      |                |     |                    | Pabellón: 1954 Eastern Division Finals |

| 1955 | Boston Celtics | 1–3 | Syracuse Nationals |                                        |
|      |                |     |                    |                                        |
|      |                |     |                    | Pabellón: 1955 Eastern Division Finals |

| 1956 | Boston Celtics | 1–2 | Syracuse Nationals |                                            |
|      |                |     |                    |                                            |
|      |                |     |                    | Pabellón: 1956 Eastern Division Semifinals |

| 1957 | Boston Celtics | 3–0 | Syracuse Nationals |                                        |
|      |                |     |                    |                                        |
|      |                |     |                    | Pabellón: 1957 Eastern Division Finals |

| 1959 | Boston Celtics | 4–3 | Syracuse Nationals |                                        |
|      |                |     |                    |                                        |
|      |                |     |                    | Pabellón: 1959 Eastern Division Finals |

| 1961 | Boston Celtics | 4–1 | Syracuse Nationals |                                        |
|      |                |     |                    |                                        |
|      |                |     |                    | Pabellón: 1961 Eastern Division Finals |

| 1965 | Boston Celtics | 4–3 | Philadelphia 76ers |                                        |
|      |                |     |                    |                                        |
|      |                |     |                    | Pabellón: 1965 Eastern Division Finals |

### Finales División Oeste

#### (1) Los Angeles Lakers vs. (3) St. Louis Hawks
| 1 de abril                         | St. Louis Hawks                                                       | 106–129              | Los Angeles Lakers                                       | |  |  |
|                                    | Parciales: 31–37, 30–31, 30–26, 15–35                                 |                      |                                                          | |  |  |
|                                    | Estadísticas Beaty, Guerin 22 cada uno Zelmo Beaty 14 Richie Guerin 8 | Reporte Pts Reb Asts | Estadísticas Jerry West 28 Elgin Baylor 15 Jerry West 12 | Pabellón: Los Angeles Memorial Sports Arena, Los Ángeles, California Asistencia: 11 509 espectadores |  |  |
| Los Angeles lidera las series, 1–0 |                                                                       |                      |                                                          | |  |  |
|                                    |                                                                       |                      |                                                          | |  |  |

| 3 de abril                         | St. Louis Hawks                                             | 116–125              | Los Angeles Lakers                                          | |  |  |
|                                    | Parciales: 27–30, 24–31, 29–30, 36–34                       |                      |                                                             | |  |  |
|                                    | Estadísticas Zelmo Beaty 36 Bill Bridges 16 Lenny Wilkens 9 | Reporte Pts Reb Asts | Estadísticas Elgin Baylor 42 Elgin Baylor 14 Elgin Baylor 9 | Pabellón: Los Angeles Memorial Sports Arena, Los Ángeles, California Asistencia: 14 896 espectadores |  |  |
| Los Angeles lidera las series, 2–0 |                                                             |                      |                                                             | |  |  |
|                                    |                                                             |                      |                                                             | |  |  |

| 6 de abril                         | Los Angeles Lakers                                    | 113–120              | St. Louis Hawks                                              |                                                                           |  |  |
|                                    | Parciales: 27–31, 29–31, 32–34, 25–24                 |                      |                                                              |                                                                           |  |  |
|                                    | Estadísticas Jerry West 32 Jerry West 11 Jerry West 8 | Reporte Pts Reb Asts | Estadísticas Bill Bridges 27 Bill Bridges 17 Richie Guerin 8 | Pabellón: Kiel Auditorium, San Luis, Misuri Asistencia: 8318 espectadores |  |  |
| Los Angeles lidera las series, 2–1 |                                                       |                      |                                                              |                                                                           |  |  |
|                                    |                                                       |                      |                                                              |                                                                           |  |  |

| 9 de abril                         | Los Angeles Lakers                                                   | 107–95               | St. Louis Hawks                                            |                                                                           |  |  |
|                                    | Parciales: 23–23, 24–28, 30–18, 30–26                                |                      |                                                            |                                                                           |  |  |
|                                    | Estadísticas Jerry West 42 Elgin Baylor 13 tres jugadores 4 cada uno | Reporte Pts Reb Asts | Estadísticas Zelmo Beaty 22 Zelmo Beaty 19 Richie Guerin 7 | Pabellón: Kiel Auditorium, San Luis, Misuri Asistencia: 9569 espectadores |  |  |
| Los Angeles lidera las series, 3–1 |                                                                      |                      |                                                            |                                                                           |  |  |
|                                    |                                                                      |                      |                                                            |                                                                           |  |  |

| 10 de abril                        | St. Louis Hawks                                               | 112–100              | Los Angeles Lakers                                        | |  |  |
|                                    | Parciales: 32–30, 27–25, 27–19, 26–26                         |                      |                                                           | |  |  |
|                                    | Estadísticas Lenny Wilkens 29 Zelmo Beaty 19 Lenny Wilkens 12 | Reporte Pts Reb Asts | Estadísticas Jerry West 31 Elgin Baylor 17 Elgin Baylor 4 | Pabellón: Los Angeles Memorial Sports Arena, Los Ángeles, California Asistencia: 14 297 espectadores |  |  |
| Los Angeles lidera las series, 3–2 |                                                               |                      |                                                           | |  |  |
|                                    |                                                               |                      |                                                           | |  |  |

| 13 de abril           | Los Angeles Lakers                                                  | 127–131              | St. Louis Hawks                                                          |                                                                           |  |  |
|                       | Parciales: 36–36, 32–33, 36–36, 23–26                               |                      |                                                                          |                                                                           |  |  |
|                       | Estadísticas Jerry West 38 Elgin Baylor 13 West, Hazzard 5 cada uno | Reporte Pts Reb Asts | Estadísticas Bill Bridges 29 Bridges, Beaty 11 cada uno Richie Guerin 11 | Pabellón: Kiel Auditorium, San Luis, Misuri Asistencia: 8614 espectadores |  |  |
| Series empatadas, 3–3 |                                                                     |                      |                                                                          |                                                                           |  |  |
|                       |                                                                     |                      |                                                                          |                                                                           |  |  |

| 15 de abril                      | St. Louis Hawks                                             | 121–130              | Los Angeles Lakers                                                    | |  |  |
|                                  | Parciales: 28–27, 30–30, 33–34, 30–39                       |                      |                                                                       | |  |  |
|                                  | Estadísticas Cliff Hagan 29 Bill Bridges 13 Richie Guerin 5 | Reporte Pts Reb Asts | Estadísticas Jerry West 35 Elgin Baylor 11 Baylor, LaRusso 7 cada uno | Pabellón: Los Angeles Memorial Sports Arena, Los Ángeles, California Asistencia: 15 200 espectadores |  |  |
| Los Angeles gana las series, 4–3 |                                                             |                      |                                                                       | |  |  |
|                                  |                                                             |                      |                                                                       | |  |  |

Este fue el octavo encuentro de playoffs entre estos dos equipos, con los Hawks ganando cinco de los siete primeros.
| 1956 | St. Louis Hawks | 2–1 | Minneapolis Lakers |                                            |
|      |                 |     |                    |                                            |
|      |                 |     |                    | Pabellón: 1956 Western Division Semifinals |

| 1957 | St. Louis Hawks | 3–0 | Minneapolis Lakers |                                        |
|      |                 |     |                    |                                        |
|      |                 |     |                    | Pabellón: 1957 Western Division Finals |

| 1959 | St. Louis Hawks | 2–4 | Minneapolis Lakers |                                        |
|      |                 |     |                    |                                        |
|      |                 |     |                    | Pabellón: 1959 Western Division Finals |

| 1960 | St. Louis Hawks | 4–3 | Minneapolis Lakers |                                        |
|      |                 |     |                    |                                        |
|      |                 |     |                    | Pabellón: 1960 Western Division Finals |

| 1961 | St. Louis Hawks | 4–3 | Los Angeles Lakers |                                        |
|      |                 |     |                    |                                        |
|      |                 |     |                    | Pabellón: 1961 Western Division Finals |

| 1963 | St. Louis Hawks | 3–4 | Los Angeles Lakers |                                        |
|      |                 |     |                    |                                        |
|      |                 |     |                    | Pabellón: 1963 Western Division Finals |

| 1964 | St. Louis Hawks | 3–2 | Los Angeles Lakers |                                            |
|      |                 |     |                    |                                            |
|      |                 |     |                    | Pabellón: 1964 Western Division Semifinals |

## Finales de la NBA: (E2) Boston Celtics vs. (W1) Los Angeles Lakers
| 17 de abril                        | Los Angeles Lakers                                         | 133–129              | Boston Celtics                                           |                                                                                |  |  |
|                                    | Parciales: 20–34, 41–28, 34–37, 26–22 (T.E.: 12–8)         |                      |                                                          |                                                                                |  |  |
|                                    | Estadísticas Jerry West 41 Elgin Baylor 20 Gail Goodrich 5 | Reporte Pts Reb Asts | Estadísticas Bill Russell 28 Bill Russell 26 Sam Jones 9 | Pabellón: Boston Garden, Boston, Massachusetts Asistencia: 13 909 espectadores |  |  |
| Los Angeles lidera las series, 1–0 |                                                            |                      |                                                          |                                                                                |  |  |
|                                    |                                                            |                      |                                                          |                                                                                |  |  |

| 19 de abril           | Los Angeles Lakers                                        | 109–129              | Boston Celtics                                                              |                                                                                |  |  |
|                       | Parciales: 25–35, 22–36, 35–30, 27–28                     |                      |                                                                             |                                                                                |  |  |
|                       | Estadísticas Jerry West 18 Elgin Baylor 14 Walt Hazzard 5 | Reporte Pts Reb Asts | Estadísticas Havlicek, S. Jones 21 cada uno Bill Russell 24 John Havlicek 7 | Pabellón: Boston Garden, Boston, Massachusetts Asistencia: 13 909 espectadores |  |  |
| Series empatadas, 1–1 |                                                           |                      |                                                                             |                                                                                |  |  |
|                       |                                                           |                      |                                                                             |                                                                                |  |  |

| 20 de abril                   | Boston Celtics                                                            | 120–106              | Los Angeles Lakers                                    | |  |  |
|                               | Parciales: 25–29, 32–27, 35–19, 28–31                                     |                      |                                                       | |  |  |
|                               | Estadísticas Sam Jones 36 Bill Russell 19 Sanders, K. C. Jones 5 cada uno | Reporte Pts Reb Asts | Estadísticas Jerry West 34 Elgin Baylor 15 Jim King 6 | Pabellón: Los Angeles Memorial Sports Arena, Los Ángeles, California Asistencia: 15 101 espectadores |  |  |
| Boston lidera las series, 2–1 |                                                                           |                      |                                                       | |  |  |
|                               |                                                                           |                      |                                                       | |  |  |

| 22 de abril                   | Boston Celtics                                                  | 122–117              | Los Angeles Lakers                                       | |  |  |
|                               | Parciales: 31–27, 35–29, 34–33, 22–28                           |                      |                                                          | |  |  |
|                               | Estadísticas John Havlicek 32 Bill Russell 18 Larry Siegfried 7 | Reporte Pts Reb Asts | Estadísticas Jerry West 45 Elgin Baylor 12 Jerry West 10 | Pabellón: Los Angeles Memorial Sports Arena, Los Ángeles, California Asistencia: 15 251 espectadores |  |  |
| Boston lidera las series, 3–1 |                                                                 |                      |                                                          | |  |  |
|                               |                                                                 |                      |                                                          | |  |  |

| 24 de abril                   | Los Angeles Lakers                                        | 121–117              | Boston Celtics                                                                 |                                                                                |  |  |
|                               | Parciales: 37–23, 27–35, 26–31, 31–28                     |                      |                                                                                |                                                                                |  |  |
|                               | Estadísticas Elgin Baylor 41 Elgin Baylor 16 Jerry West 5 | Reporte Pts Reb Asts | Estadísticas Bill Russell 32 Bill Russell 28 Siegfried, K. C. Jones 6 cada uno | Pabellón: Boston Garden, Boston, Massachusetts Asistencia: 13 909 espectadores |  |  |
| Boston lidera las series, 3–2 |                                                           |                      |                                                                                |                                                                                |  |  |
|                               |                                                           |                      |                                                                                |                                                                                |  |  |

| 26 de abril           | Boston Celtics                                              | 115–123              | Los Angeles Lakers                                      | |  |  |
|                       | Parciales: 29–32, 29–36, 32–21, 25–34                       |                      |                                                         | |  |  |
|                       | Estadísticas John Havlicek 27 Bill Russell 23 K. C. Jones 6 | Reporte Pts Reb Asts | Estadísticas Jerry West 32 Elgin Baylor 14 Jerry West 7 | Pabellón: Los Angeles Memorial Sports Arena, Los Ángeles, California Asistencia: 15 069 espectadores |  |  |
| Series empatadas, 3–3 |                                                             |                      |                                                         | |  |  |
|                       |                                                             |                      |                                                         | |  |  |

| 28 de abril                 | Los Angeles Lakers                                                  | 93–95                | Boston Celtics                                                               |                                                                                |  |  |
|                             | Parciales: 20–27, 18–26, 22–23, 33–19                               |                      |                                                                              |                                                                                |  |  |
|                             | Estadísticas Jerry West 36 Elgin Baylor 14 West, Hazzard 3 cada uno | Reporte Pts Reb Asts | Estadísticas Bill Russell 25 Bill Russell 32 Sanders, K. C. Jones 3 cada uno | Pabellón: Boston Garden, Boston, Massachusetts Asistencia: 13 909 espectadores |  |  |
| Boston gana las series, 4–3 |                                                                     |                      |                                                                              |                                                                                |  |  |
|                             |                                                                     |                      |                                                                              |                                                                                |  |  |

Éste fue el quinto enfrentamiento en playoffs entre ambos equipos, con los Celtics ganando los cuatro primeros.
| 1959 | Boston Celtics | 4–0 | Minneapolis Lakers |                           |
|      |                |     |                    |                           |
|      |                |     |                    | Pabellón: 1959 NBA Finals |

| 1962 | Boston Celtics | 4–3 | Los Angeles Lakers |                           |
|      |                |     |                    |                           |
|      |                |     |                    | Pabellón: 1962 NBA Finals |

| 1963 | Boston Celtics | 4–2 | Los Angeles Lakers |                           |
|      |                |     |                    |                           |
|      |                |     |                    | Pabellón: 1963 NBA Finals |

| 1965 | Boston Celtics | 4–1 | Los Angeles Lakers |                           |
|      |                |     |                    |                           |
|      |                |     |                    | Pabellón: 1965 NBA Finals |